# June Palmer
June Margaret Palmer, nota anche con lo pseudonimo di June Power (Londra, 1º agosto 1940 – Londra, 6 gennaio 2004), è stata una modella e attrice britannica. Come modella ha utilizzato anche gli pseudonimi Joanne Kent, Rachel Wells e Candy.
Assieme a Pamela Green, Margaret Nolan e altre, è stata la più celebre modella del fotografo britannico Harrison Marks (di cui è stata anche amante), durante gli anni sessanta. June Palmer compare nelle riviste pubblicate da Harrison Marks Kamera e Solo, oltre che nei suoi cortometraggi in cui appare nuda.

## Biografia
June Palmer nasce il 1° agosto 1940 a Londra, nel Regno Unito. Nel 1959, nella sua tarda adolescenza, inizia a lavorare come ballerina in topless al Windmill Theatre di Londra e inizia a lavorare come modella professionista alla fine degli anni cinquanta. Appare in film glamour in 8mm realizzati dal fotografo Harrison Marks, tra cui: Flesh and Fantasie, Nightmare at Elm Manor, Photo Session, Star Strip, Dream Goddess, China Garden e The Naked World of June Palmer. Appare inoltre nei film di Russell Gay So Fur, So Good e Beauty and the Barn; di  Arthur Howell June in Orbit, Calamity June e Special Agent, e nel film della Express Films Body Beautiful'.
In seguito recita in ruoli minori in altri film diretti da Harrison Marks come The Naked World of Harrison Marks (1966), The Nine Ages of Nakedness (1969). Nel 1969 è in un piccolo ruolo nel film horror diretto da Peter Sasdy e prodotto dalla Hammer, Una messa per Dracula (Taste the Blood of Dracula), al fianco di Christopher Lee nel ruolo di Dracula. Nel 1971 è nella commedia erotica diretta da Malcolm Leigh, Games That Lovers Play. Nel 1974 recita nella commedia diretta da Stanley Long, On the Game.
June Palmer smette di lavorare come modella per le riviste per uomini 1970, ma continua a lavorare privatamente per alcuni circoli fotografici londinesi fino al 1987.

## Vita privata
Durante i primi anni sessanta è stata amante del fotografo Harrison Marks. Nel 1964, all'età di 24 anni, sposa il fotografo quarantaquattrenne Arthur Howell, con cui rimane coniugata fino al 2000, quando i due divorziano. Successivamente si risposa con David C. Milan.
Negli anni sessanta June Palmer e il marito Arthur Howell fondano e gestiscono gli Strobe Studios a Clapham, nel sud di Londra, un'agenzia di modelle e uno studio fotografico con licenza del London County Council (LCC) che viene pubblicizzato in numerose riviste di fotografia come Practical Photography.

## Filmografia

### Cinema
- Flesh and Fantasie, regia di Harrison Marks - cortometraggio
- Nightmare at Elm Manor, regia di Harrison Marks - cortometraggio
- Photo Session, regia di Harrison Marks - cortometraggio
- Star Strip, regia di Harrison Marks - cortometraggio
- Dream Goddess, regia di Harrison Marks - cortometraggio
- China Garden, regia di Harrison Marks - cortometraggio
- The Naked World of June Palmer, regia di Harrison Marks - cortometraggio
- Nightmare at Elm Manor, regia di Harrison Marks - cortometraggio (1961)
- Photo Session, regia di Harrison Marks - cortometraggio (1963)
- The Naked World of Harrison Marks, regia di Harrison Marks (1966)
- Otto und die nackte Welle, regia di Günther Siegmund (1968)
- The Nine Ages of Nakedness, regia di Harrison Marks (1969)
- Una messa per Dracula (Taste the Blood of Dracula), regia di Peter Sasdy (1970)
- It's the Only Way to Go, regia di Ray Austin - cortometraggio (1970)
- Games That Lovers Play, regia di Malcolm Leigh (1971)
- Not Tonight, Darling, regia di Anthony Sloman (1971)
- On the Game, regia di Stanley A. Long (1974)

### Televisione
- The Many Loves of Dobie Gillis - serie TV, episodio 2x34 (1961)
- Hennesey - serie TV, episodio 3x03 (1961)
- Scott On... - serie TV, episodio 3x06 (1970)